# آستینز فری، تاسمانی
آستینز فری (به انگلیسی: Austins Ferry) یک حومه شهر در استرالیا است که در تاسمانی واقع شده‌است.